# Buhłaje
Buhłaje, wieś w rejonie starosieniawskim obwodu chmielnickiego.